# Rhodesina
Rhodesina es un género de foraminífero bentónico considerado homónimo posterior de Rhodesina Malloch, 1921, y sustituido por Rhodesinella de la subfamilia Haplophragmellinae, de la familia Endothyridae, de la superfamilia Endothyroidea, del suborden Fusulinina y del orden Fusulinida. Su especie tipo era Cribrospira pansa. Su rango cronoestratigráfico abarcaba el Dinantiense (Carbonífero inferior).

## Discusión
Clasificaciones más recientes hubiesen incluido Rhodesina en el suborden Endothyrina, del orden Endothyrida, de la subclase Fusulinana de la clase Fusulinata.

## Clasificación
Rhodesina incluía a las siguientes especies:
- Rhodesina avonensis †
- Rhodesina pansa †